# Distylium pingpienense
Distylium pingpienense är en trollhasselart som först beskrevs av Hu Hsien-Hsu, och fick sitt nu gällande namn av Egbert Hamilton Walker. Distylium pingpienense ingår i släktet Distylium och familjen trollhasselfamiljen. Inga underarter finns listade i Catalogue of Life.